# نيل باير
نيل باير (بالإنجليزية: Neal Baer)‏ هو كاتب سيناريو أمريكي، ولد في 1955.

## وصلات خارجية
- نيل باير على موقع IMDb (الإنجليزية)
- نيل باير على موقع ألو سيني (الفرنسية)
- نيل باير على موقع قاعدة بيانات الفيلم (الإنجليزية)
- نيل باير على موقع كينوبويسك (الروسية)